# Dertien katten
Dertien katten (later omgedoopt in: Rechercheur Versteegh en de dertien katten) is het verhaal dat rechercheur Albert Versteegh, 36 jaar, via Appie Baantjer aan zijn lezers vertelt.
In 2007 is dit verhaal opnieuw uitgebracht met de titel Het lijk in de Bloedsteeg.

## Verhaal
Rechercheur Albert Versteegh ontvangt een vreemd briefje en bezoekt daarmee met een zware griep onder de leden een tweede etage in de Bloedsteeg nummer 8 te Amsterdam. Hij vindt daar een oude zonderling te bed, Theo Kater, omringd door dertien katten, die hem lijken te beschermen. Overmand door de kattenlucht en zijn griep vlucht Albert na een vreemd gesprek te hebben gevoerd, naar buiten. Volgens het Bevolkingsregister woont Theo Kater inderdaad op genoemd adres, echter samen met zijn vrouw Marie Buter en zijn zoon Charly.
Albert bezoekt vervolgens zijn beste vriend te Laren. Dat is Dick van Zijl, schrijver van psychologische romans. Hij woont in een mooie villa met zijn vrouw Truus. Albert krijgt een tweede griepaanval en stort ter plekke in. Na enkele dagen keert hij terug naar Amsterdam, op zoek naar de vrouw en de zoon van Theo Kater. Bij een tweede verhoor valt de oude man in zwijm en Albert laat hem met tussenkomst van een bevriende huisarts in een ziekenhuis opnemen. Albert belooft om tijdelijk voor de 13 katten te zorgen. Hij stort zich op een gevonden fotootje in het pand. Het stamt waarschijnlijk uit 1944 en toont 4 personen. Naast de drie familieleden van de familie Kater een meisje, dat Martha Carrier zou kunnen zijn.
Bij een tweede bezoek aan Laren komt het gesprek op heksenvervolgingen. Ene Martha Carrier is in 1692 in een plaats Salem als heks veroordeeld en gehangen. Echtgenote Truus reageert vreemd en een dokter wordt met spoed ontboden. De volgende dag is ze alweer opgeknapt. Albert en Dick trekken naar Blaricum, omdat volgens het bevolkingsregister de drie Amsterdammers daar eerder hebben gewoond. Albert had op de bewuste foto ook de naam van de villa gelezen: “Huize Gods”. De recherche in Blaricum kan hem niet helpen, maar een gepensioneerde postbode, weet het adres. Hij herkent ook de personen van de foto, de familie van dominee Kater en een vluchtelingetje. Albert en Dick vinden de nog steeds verlaten villa in een bos in Blaricum, waar ze worden bijgepraat door een oude tuinman, die nog steeds voor de tuin van het perceel zorgt. Deze Kees van Putte is in het bezit van hetzelfde fotootje als Albert, hij heeft het zelf genomen. Later vindt Albert in de bibliotheek van de villa een pauselijke bul uitgevaardigd door paus Innocentius VIII, over heksenvervolging: summis desiderantes affectibus. "Wat moest de dominee met dit boek?", vraagt Albert zich af. Hij inspecteert de kamer op de begane grond van de rolstoelpatiënt Marie Buter, die van de mongoloïde zoon Charly en die van Martha Carrier. De tuinman had de dominee met twee zware boekenkisten in 1947 al op de trein naar Amsterdam gezet. Het meisje Martha had hij achtergelaten in de villa. Kees, de tuinman, had haar twee weken zelf verzorgd, en haar daarna maar afgegeven op het gemeentehuis. Rechercheur Albert komt er op het gemeentehuis achter dat Martha Carrier in werkelijkheid Geertruide Draeger heette. Albert neemt een heksenpop mee uit Martha haar kamer, die hij naar de villa te Laren laat sturen.
In het Binnengasthuis wordt Albert bij de stervende dominee Kater ontboden. Laatstgenoemde legt hem uit dat hij de villa te Blaricum zal erven, mits hij voor de dertien katten zal zorgen. Rechercheur Versteegh vindt persoonlijk in de Bloedsteeg twee halfvergane lijken. Dominee Kater wordt hierop overgebracht naar een Huis van Bewaring. Volgens dominee Kater is zijn vrouw een natuurlijke dood gestorven te Blaricum. Vlak daarna heeft hij zijn zoon Charly vastgebonden, om te kijken of God hem zou komen redden. Toen God verzaakte, wist de bijl in zijn handen wat te doen. Martha was daarbij het lieftallige meisje, dat als reïncarnatie van Martha Carrier uit 1692, zijn hoofd elke dag op hol bracht. Terug in de villa in Laren hangt de heksenpop naast de schoorsteen. Albert brengt Dick verslag uit van zijn recherchewerk te Blaricum en Amsterdam. Bij het weggaan geeft Albert het fotootje van Martha Carrier aan Truus, die hem een lieverd noemt. In zijn villa te Blaricum wordt Albert geconfronteerd met een veertiende grote zwarte kat. Albert informeert telefonisch naar dominee Kater. Hij blijkt een halfuur daarvoor te zijn gestorven.

## Voetnoot
1. ↑  Hij is vrijgezel en dus niet te verwarren met de Albert Versteegh uit :De Cock en een strop voor Bobby, die een bijna volwassen dochter Marjan heeft.
2. ↑  Aan de achterkant van de foto stond geschreven: “Wij en Martha Carrier”
3. ↑  Vandaar Huize Gods.